# Стара река (област Ямбол)
Вижте пояснителната страница за други значения на Стара река.
Стара река е село в Югоизточна България. То се намира в община Тунджа, област Ямбол.